# Mittelsinn
Mittelsinn è un comune tedesco di 896 abitanti, situato nel circondario del Meno-Spessart nel distretto della Bassa Franconia nel land della Baviera.
È bagnato dalle acque del fiume Sinn.